# Kerstin Wigzell
Kerstin Stigsdotter Wigzell, född Largell 22 juli 1945, är en svensk ämbetsman.
Wigzell, som är utbildad socionom, var ursprungligen verksam som socialarbetare och därefter socialutredare för bland annat Kommunförbundet, Socialstyrelsen och regeringen. Hon var byråchef vid Socialstyrelsen 1982–1986, överdirektör för sociala frågor där 1992–1994, sakkunnig i socialdepartementet 1986–1990, generaldirektör för Ungdomsstyrelsen 1994–1996, överdirektör vid Riksförsäkringsverket 1996–1998 och generaldirektör för Socialstyrelsen 1998–2004.
Wigzell var regeringens särskilda utredare beträffande samverkan mellan landstingens hälso- och sjukvård och kommunernas vård och omsorg 1999–2000 . År 2005 var hon ordförande i Forskningsrådet för arbetsliv och socialvetenskap (FAS) och förordnades till ordförande i det nationella rådet för samordning och stöd till drabbade av tsunamikatastrofen i Indiska oceanen. Hon var regeringens särskilda utredare i betänkande av Upprättelseutredningen 2011. Hon var sommarpratare i radion 30 juni 1998.
Hon ingick 1965 äktenskap med Hans Wigzell och är mor till Olivia Wigzell.